# Port de Genk
Le port de Genk (en néerlandais : Haven Genk) est un port fluvial belge établi en 1936 appartenant à la commune de Genk, situé sur le canal Albert. Le port de Genk a été créé lors de la construction du canal Albert.
Le port est équipé d'un terminal ferroviaire qui est relié au réseau des chemins de fer belges. Le terminal sert de station de transfert ainsi que de gare de triage.

## Histoire
Le 21 octobre 1936, le port a été fondé sous le nom français « port charbonnier de Genck », créé presque exclusivement pour l'exportation de charbon, provenant des mines de Genk (charbonnage de Zwartberg et Waterschei) pour la Wallonie. L'emplacement du port a également été choisi de telle sorte que entre Genk et Liège aucune écluse ne devrait être passée. Le 13 février 1989, le port a été renommé en néerlandais, « Kolenhaven van Genk » ; littéralement « port charbonnier de Genk ».
Suivant l'acquisition en 1997 par le groupe Machiels et Arcelor, l'opération de transbordement de conteneurs élargira en 1999. La même année, le port a été renommé de nouveau et s'appelle depuis « Haven Genk NV » (« Port de Genk SA »). Depuis 2000, des liaisons ferroviaires ont été ouvertes vers Rotterdam, Anvers et le nord de l'Italie.